# Dogan Akhanli
Doğan Akhanlı (Şavşat, 1957-Berlin, 31 de octubre de 2021) fue un escritor turco asilado en Alemania.

## Biografía
Doğan Akhanlı vivió durante sus primeros años en un pueblo turco en la costa del mar Negro. A los doce años se fue a Estambul con un hermano mayor para continuar su educación básica. En 1975 comenzó su actividad política, tras ser arrestado por adquirir un periódico izquierdista. Después del golpe de Estado en Turquía de 1980 pasó a la clandestinidad y en 1985 fue detenido en Estambul, donde vivió bajo arresto hasta 1987. En 1991 obtuvo asilo político en Alemania, y estableció su residencia en Colonia, donde ha vivido como escritor.

## Persecución política
El 10 de agosto de 2010, Akhanlı fue detenido al intentar entrar en Turquía y fue puesto bajo arresto, acusado de participar en un robo cometido en 1989. Akhanlı negó las acusaciones y alegó una motivación política en la acusación. Fue liberado en diciembre de ese año y regresó a Alemania. El juicio se celebró en 2011 "in absentia". Dos de los testigos retiraron sus declaraciones afirmando que habían sido forzados por la policía a declarar contra Akhanlı. El 12 de octubre de 2011, Akhanlı fue absuelto "por falta de pruebas", pero las autoridades turcas le prohibieron la entrada en Turquía. En abril de 2013 se revocó la sentencia absolutoria y se emitió una orden de busca y captura por el delito juzgado.
El 19 de agosto de 2017, Akhanlı fue detenido en Granada por la policía española, siguiendo una "Red Notice" (solicitud formal de arresto internacional con vistas a la extradición del detenido) de la Interpol cursada por el Gobierno turco de Erdogán por "pertenencia a banda armada y terrorista". El ministro alemán de Exteriores Sigmar Gabriel solicitó formalmente que no se procediera a la extradición y Akhanlı fue puesto en libertad condicional horas después de la detención. El día 21 de agosto de 2017, la canciller alemana Angela Merkel declaró en un acto público que la orden de detención suponía un "mal uso" de la Interpol.

## Obra
- 1998 Kayıp Denizler ("Los mares que desaparecieron), trilogía compuesta por:
  - Denizi Beklerken (Esperando al mar).
  - Gelincik Tarlası ("El campo de amapolas).
  - Kıyamet Günü Yargıçları ("Los jueces del Juicio Final. Traducida al alemán y publicada en Austria como Die Richter des jüngsten Gerichts), donde se trata el tema del genocidio armenio a manos del Gobierno turco.[11]
- 2005 Madonna'nın Son Hayali (El último sueño de la doncella), basada en la famosa novela de Sabahattin Ali Kürk Mantolu Madonna (Doncella en un abrigo de piel, 1943). Esta novela trata del hundimiento del Struma, un barco fletado por una organización sionista en 1942 para llevar a varios centenares de judíos rumanos a Palestina, que se averió en medio de la travesía; sin haber sido reparado, fue remolcado a altamar por órdenes del Gobierno turco y allí fue torpedeado por un submarino soviético Щ-213. Parte del pasaje pereció ahogado.
- 2009 Babasız günler (Días sin padre), novela.
- 2010 Fasıl.